# NGC 664
NGC 664 är en spiralgalax i stjärnbilden Fiskarna. Dess hastighet i förhållande till den kosmiska bakgrunden är 5 137 ± 21 km/s, vilket motsvarar ett Hubbleavstånd på 247,1 ± 17,3 miljoner (75,77 ± 5,31 Mparsec). Dessutom ger sex icke-rödförskjutningsmätningar ett avstånd på 218,91 ± 3,66 miljoner ljusår (67,117 ± 1,123 Mparsec). Den upptäcktes av den brittiske astronomen John Herschel den 24 september 1830.

## Supernovor
Tre supernovor har observerats i NGC  664:
- SN 1996bw (typ II, magnitud 17.5) upptäcktes av BAO Supernova Survey den 30 november 1996.[4][5]
- SN  1997W (typ II, magagnitud 18) upptäcktes av Harvard–Smithsonian Center for Astrophysics den 1 februari 1997.[6][7]
- SN 1999eb (typ IIn, magnitud 16,2) upptäcktes av Lick Observatory Supernova Search (LOSS) den 2 oktober 1999.[8][9]

## NGC 664-gruppen
NGC 664 är namngivaren till den av fyra medlemmar bestående NGC 664-gruppen. De andra tre galaxerna är IC 150, UGC 1204 och UGC 1240.